# 哈尔斯塔哈马市镇
哈尔斯塔哈马市镇（瑞典語：Hallstahammars kommun）是瑞典中部西曼兰省的一个市镇。其治所位于哈尔斯塔哈马。